# Villapañada
Villapañada (San Xuan en asturiano y oficialmente) es una parroquia del concejo de Grado, en el Principado de Asturias (España). Alberga una población de 199 habitantes (INE 2009) en 95 viviendas. Ocupa una extensión de 3,23 km².
Se encuentra en el área noroccidental del concejo. Limita al norte con el concejo de Candamo, concretamente con la parroquia de Prahúa; al este con las parroquias de Castañedo y Grado; al sur con la de El Fresno; y al oeste con la de Cabruñana.
Se celebra con oficio religioso y romería la festividad del patrono, San Juan, el último domingo de agosto.
La parroquia cuenta con un albergue de peregrinos perteneciente a la ruta del Camino de Santiago. Se tiene constancia del paso de la ruta jacobea por la parroquia, en un documento del monasterio de San Salvador de Cornellana del año 1229, en el que se hace referencia a uno de los dos hospitales cuya titularidad ostentó la orden de San Juan de Jerusalén:

«Roderici Petri, frater ospitalis de Lenapanada».
Documentos eclesiásticos del Monasterio de San Salvador de Cornellana; 1229

## Historia
Según dictaminan los escritos la parroquia tuvo varias denominaciones: San Juan de Villapañada o de Leñapañada (el nombre de Leñapañada, aparece en los primeros asientos de los libros parroquiales, pero es desconocido su origen. Una hipótesis quizás procediese de la obligación que tenían los vecinos de pañar, es decir, "recoger leña" como tributo, pues uno de los diezmos que tenían que entregar al Comendador era un carro de leña el día de San Martín y también un roble llamado "anataliego" en la víspera de Navidad) y diferentes clasificaciones: Jurisdicción, Señorío, Coto redondo o Priorato, según rezan los escritos, de los Nobles Caballeros de San Juan de Malta. 
El origen parroquial difiere respecto a otras localidades de la zona porque en la Edad Media cumpliendo sus Estatutos, peregrinos que se dirigían a Santiago de Compostela, los Caballeros Hospitalarios, recabaron para sí tierras de Leñapañada, y fundaron hacia 1450 un monasterio, hospital y albergue de peregrinos, que encomendaron a varias monjas de la Orden. Pero los propósitos de protección de los peregrinos que habían movido inicialmente a caballeros se frustraron, porque continuaron los peregrinos expuestos a peligros; hasta las mismas religiosas no se sentían seguras y, amedrentadas, se trasladaron a un convento de Tordesillas, siendo reemplazadas por un prior y tres monjes o caballeros profesos que, ayudados de sus servidores, aislaban y defendían al peregrino, y administraban las rentas o donaciones que percibían de los lugares vecinos. Sin embargo no cesaron los peligros del tránsito y acabaron también, como sus predecesoras monjas, por abandonar estos sitios.
Frente al abandono de las tierras el Gran Maestre buscó repoblar el señorío, regresaron el abad y los monjes que tratan de convencer a vecinos comarcanos, y hacen las tentadoras propuestas: aceptadas por algunos, comienza lentamente a adquirir vida aquel lugar; y más tarde, otras gentes de lejanas localidades, aumentaron el número de esos primeros habitantes, llegando aquel yermo suelo a ser cultivado y a poblarse la parroquia, muy a satisfacción de los juanitas, que rigieron el coto por Comendadores, con jurisdicción completa.
Según los textos históricos los primeros Comendadores cumplieron con lo estatuido; pero no así ninguno de los sucesores, que abusaron de sus especiales prerrogativas imprimiendo sus actos un marcado carácter feudal. Era frecuente el uso de la horca durante muy largo periodo en la sierra de Santa Mariña. Más abajo, en la “tierra de Santiago”, estaba el consistorio con su cárcel propia. 
San Juan de Villapañada, al haber sido entregada a los Caballeros de Malta, pasó a ser, ipso facto, civil y eclesiásticamente, propio y privativo de una Encomienda de esa orden religioso-militar. Al ser el territorio jurisdicción de la Orden de Malta esta era soberana de la tierra y las leyes del Reino de León y la Corona de Castilla no se aplicaban. El derecho de asilo fue ejercido por los Comendadores con extremo rigor; el criminal que huyendo de otros puntos trasponía los límites de San Juan, quedaba salvo; jamás era entregado; el Comendador no transigía, por más que lo reclamasen. De aquí proviene el dicho local de:

¡Los Comendadores! ¡Larga, eterna pesadilla de los de San Juan! ¡Sus protectores primero, y sus verdugos después!

Según los textos compilados contaba el coto con 1.527 días de bueyes (es decir, 464 prados, y el resto tierra inculta dedicada a pastos y arbolado) y 72 casas, 56 hórreos, 2 molinos y 93 colmenas; 9 zapateros, un sastre, 2 caldereros y una tejedora de lienzo con dos oficialas, por el año 1558. 
- Se obtenía de la encomienda foral: 73 fanegas de escanda y libra y media de cera, y por razón del vasallaje, cada vecino contribuía con un carro de leña o dos reales al año, y el juez electo, con media fanega de pan cocido, un carnero o dos pesetas, dos pollos o dos reales y un roble que llamaban anataliego, valorado en 20 céntimos de escudo de plata y posteriormente una peseta, precio mínimo. Percibía el Comendador, “sobre frutos y haberes”, el diezmo, que ascendía a 12 fanegas de escanda, 24 de maíz, 4 de judías blancas, 20 de castañas y dos carros y medio de hierba; y por leche y corderos, lechones y otras “avenencias”, recibía 32 reales.
- Constituían los bienes libres de la Encomienda: catorce fincas laborables, de 4 hectáreas de extensión; tres prados, de algo más de una hectárea, tres hórreos y los bienes de la Capellanía de Nuestra Señora de Loreto, que eran cinco fincas laborables y un castañeo (monte con castaños).

No eran, frente al pensamiento popular de la época, opulentas las propiedades de la Encomienda como para creerse el Comendador un potentado, ni mucho menos. Por eso acaso quiso la Orden de Malta dar un corte de cuentas, declarando libres los bienes aforados.
La situación se transforma drásticamente en el siglo XVIII tal y como se puede relatar atendiéndonos a escritos que se encuentran guardados de manera privada por D. Areces, vecino de Villapañada:

¡Salvadora resolución, que trajo revueltos a siervos y Comendadores, durante el siglo XVIII!
Popular

Las primitivas fundaciones forales constaban solo en simples documentos privados que guardaba la Encomienda, y ni copia tenían de ellas los dueños del terreno útil. Así fue que en los comienzos del siglo XVIII, y a través de los años,  los vecinos iban defendiéndose de las pretensiones de los malteses. En 1770, tras los abusos acontecidos por el nuevo comendador Fr. Nicolás Hortuza, el señorío casi vuelve a quedar desahabitado. Esto se debe a que Hortuza violento, atrabiliario, no dudó en arrebatarles sus derechos (se dice que ocultó las fundaciones forales y que sustrajo del archivo de la Encomienda), maltrataba a sus vasallos con vejámenes y prisiones y finalmente empobrecidos y acobardados, concluyesen por abandonar las tierras. Antes del abandono total de las tierras los campesinos llegaron a las quejan a Carlos IV; pidiendo amparo y justicia contra los intentos y opresión de Hortuza, y Carlos IV oyó sus quejas, consideró sagrados los derechos que alegaban, y obrando en consecuencia, quedó humillado el orgullo del Comendador, que a poco pierde su jurisdicción. La calma se mantuvo hasta que murió Hortuza.
Aun así posteriormente vuelven las discordias de un nuevo comendador al pretender este también hacer pasar por libres los bienes todos de la Encomienda; pero los vecinos de San Juan nuevamente protestan y se querellan, ante el propio Comendador, que quizás temeroso de que resurgiesen los pasados pleitos, dio la razón por entero a sus vasallos, los cuales prosiguieron viviendo en paz con su nuevo señor.
En esta conformidad se hallaban al llegar el golpe de 1821, por el cual, queda remitida Villapañada a la jurisdicción de Grado, estos habitantes acudieron en queja a la Diputación, alegando, como Peñaflor que siempre habían estado independientes y tenían Casa-Ayuntamiento, cárcel, archivo, con lo de más necesario para la administración de justicia. En 1827  el coto de San Juan fue incorporado a Grado.
Otra vez se produjo el desasosiego de los vecinos en 1847 al ordenarse por el Gobierno la venta de bienes pertenecientes a las Encomiendas, debido a que la mayoría de los vecinos continuaban sin los documentos justificativos de su derecho, y temían fueran enajenados como libres los fundos aforados. Pero esta alarma fue pasajera, porque bastó se exhibiesen los antiguos escritos conteniendo los aforamiento, un libro catastro de 1752 y la sentencia contra Hortuza, para que reconociera el Estado el legítimo derecho de estos sencillos aldeanos.
Cuando la invasión francesa en 1808, los campesinos de Juan junto a los de Peñaflor sufrieron graves torturas por su conducta patriota atacando los convoyes enemigos que cruzaban la parroquia; repetidamente la población en masa tuvo que huir, y fue arrasada la parroquia de San Juan.

## Cultura
De esta zona procede la leyenda del cipo (una roca) diciendo cubría la tumba de la Reina de estos lugares, poderosa y buena, pero idólotra, por lo que Dios la castigó duramente, maldiciéndola, etc., y añaden que hace tiempo se hallaron en el sepulcro gran cantidad de alhajas y cosas de oro macizo.
Esta lápida es posible que sea una antiquísima lápida hispanoromana, procedente de un castro, sobre tierras de San Juan, hallada en parte en linderos del Concejo de Salas, habiendo quien supone, erróneamente, que el famoso “cipo” procede de otros sitios. Según la información compilada por el muy benemérito Sr. Ciriaco Vigil, cita:

“Este cipo, la mitad próximamente de un enorme sillar de seis pies de alto, fue descubierto en un castro llamado el Castiello, y formaba el dintel de la puerta de la casa de Pedro Álvarez, situada al comienzo de la cuesta de Cabruñana, en el Concejo de Grado. Fue posteriormente recogido por mi amigo D. Fortunato Selgas, y le colocó en su egregia posesión de “El Pito”, en el Concejo de Cudillero. Del dibujo, más correcto que el anotado en mi libro de Epigrafía asturiana, pág. 390, y tuvo la fineza de remitirme aquel amigo, mandé copia al ilustre Sr. D. Emilio Hübner, miembro del Instituto Arqueológico de Berlín, y célebre epigrafista, quien me participó en 19 de agosto de 1887 su muy probable interpretación, en los siguientes términos: “mucho me interesa el nuevo dibujo de la antigua lápida de Grado que me manda usted, calculando que el eje del semicírculo haya pasado aproximadamente en medio de la cabeza de la mujer, casi seis letra faltaran al lado izquierdo del título. Por supuesto, los nombres no se pueden adivinar; sólo para dar una idea del total, propongo los siguientes suplementos, ejemplo causa:

PELSINAE TALAVF               -            “A Pelsina, hija de Talavo,
RETVCENEA VXSORI          -            y mujer de Retugeno”.

Pelsina y Tetugenus son nombres conocidos por inscripciones encontradas en Galicia y en Asturias. El carácter de las letras es bastante antiguo lo creo casi de fines del primer siglo de nuestra era. Lo mismo se infiere de la falta de las fórmulas consuetas SD. M. y de otras indicaciones, como los años de la vida, el H. S. E. y demás. Muy curiosos son los ornados del cipo; tenemos en él un monumento altamente interesante de los primitivos habitantes de aquella parte de la Península”.
Ciriaco Vigil con citación de una carta de Emilio Hubner, 1887

A pesar de las estas conclusiones se desconoce del motivo de abandono de estas tierra en los primeros siglos.

## Poblaciones
En el año 1899 Villapañada contaba con una población de 565 habitantes.
Según el nomenclátor de 2009 la parroquia está formada por las poblaciones de: Acebedo, La Linar, Rozadas, San Juan y La Llamiella.
En Acevedo había un total de 37 viviendas (35 de un piso y dos de 3 pisos).
En San Juan había un total de 42 viviendas (36 de un piso, una de dos pisos y cinco de tres pisos).
En La Llinar había un total de 17 viviendas, todas ellas de un piso.
En Rozadas había un total de 40 viviendas (35 de un piso, una de dos pisos y cuatro de tres pisos)

### Acebedo
Cuenta con una población de 80 habitantes, es el  pueblo más grande de la parroquia de Villapañada, situado ladera orientada al sureste, está a 190 metros de altitud, limita al norte con San Juan, al este con Grado, al sur con el Xorro y al oeste con La Llinar. Las casas se forman, situando varios grupos que dan el nombre a barrios, como El Cabayin o La Granda, entre ellas destacan; La Barrera, Ca Pepero, El Cascayal, Ca Escuela, Cal Micu, Ca Marcelu y Casa Monchu (de construcción reciente) más al norte se encuentra Ca Mingu, Ca Serafinon, Ca Laira, Ca Jamo y Ca Agustín separadas del barrio del Carbayin, donde destaca Ca Cesareo, al este se sitúan Ca Anton de Milio, Casa Estelita (de construcción reciente) Cal Ferre, Ca La Madura, Ca Andreson, Ca Alicia, Cal Paletu, Cal Furiñu, Ca Carlos  (ya no existe), Ca Manolo Consuelo, Ca La Grilla, La Granda, El Casoriu y Ca Manximo. En el pueblo hay  quince hórreos y cinco paneras. Dista de la capital del concejo a 2 kilómetros, La carretera principal va directamente a Grado, siendo de uso diario para los vecinos de Los Fornos y Los Macetes (de la parroquia del Fresno). Recientemente se construyó la autovía Grado-La Espina, produciendo un desastre medioambiental y ecológico, separando el pueblo en cuatro zonas separadas por las calzadas de autovía y procediendo al derribo de tres casas. 
Varias cunetas (en asturiano calea), sirvieron de paso a vecinos, en tiempos donde no existían carreteras, siendo la principal vía de comunicación con la capital, la cune llamada El Vacabil, que bajaba a la Barraca de Arriba. La comunicación con La Llinar se hacía a través de la calea El Llano y la calea El Regueiral, para ir a San Juan a la Iglesia subían por la calea La Pedrera. 
El pueblo era escaso en agua, había pocas fuentes y manantiales, destacaba la fuente La Fontixa, la fuente el Regueiral y la Fonte. Las mujeres bajaban a lavar al río el Xorro, que movía las muelas del Molino de La Fallada, donde se maquilaba el maíz y escanda. En el barrio de la Granda, se situaba la escuela (hoy vivienda) donde acudían del pueblo y pueblos de los alrededores. En este pueblo se celebraba una fiesta en las proximidades de Ca Escuela.

### La Llamiella
Con una población de 5 habitantes, es un conjunto de casas situadas sobre la falda de la montaña con una orientación al sureste. Limita al norte con San Juan, al este con Rozadas, al Sur y el Oeste con Acebedo, está situado debajo de la nacional 634. En la parte superior se encuentra el único bar que había en el pueblo, El Mirasol antes fue una sala de fiestas muy afamada regentada por Tinín y luego pasó a ser bar restaurante a cargo de Lola y Benino. En la entrada de La Llamiella se encuentra la parada de Alsa. Entre las casas más importantes se encuentra la de Julio el Muñeco, Ca Macrino, Ca Lolo, Ca Avaro, Cal Pió, un poco más hacia abajo Ca Cela y finalmente en el Puente La Argañosa se encuentra Ca María la Grilla. Todavía quedan tres hórreos.

### La Linar
Con una población de 15 habitantes, está situado en media ladera, en una zona de suave pendiente, orientada al este, a una altitud de 210-230 metros, su población en el 2011 es de unos 18 habitantes, dista de la capital a unos 2,6 kilómetros. Limita al norte con La Sierra, al oeste con los Fornos, al este con Acebedo y San Juan y al sur con Los Macetes. En la parte Norte del pueblo, se agrupan un pequeño núcleo de casas alrededor de una plazoleta, llamada El Medio El Pueblo, en ella podemos destacar, la Casa del Madreñeiru, Casa Fina, Ca la Luisa, Ca Pilara, Cal Panaderu, Cal Currupetu (derruida) y Ca Esperanza. Luego más al sur bajando una pendiente encontramos una fila de casas, La de Juan el Caleo (de construcción reciente), Ca Rosa (ya no existe), Cal Caleo, Cal Pequeñu, Cal Parragues (reformada), Ca Avelinu el Roxu, Ca Pascual, La Cuesta y La Fallada, estas últimas perteneciendo al Fresno, aunque tiene el camino por el pueblo son consideradas de La Linar. El pueblo cuenta con ocho hórreos en pie y tres paneras, existiendo tres más hoy desaparecidos. Por otro lado se encuentra La Sierra, situado en la loma del Pico Tablas y comunicado a través de La Venta y el Fresno. Formado por, Cal Tico, La Pelona, Ca Maria Rosa, Ca José Bernardo y Casa Carmen. La carretera que comunica el pueblo con la nacional 634, fue construida por los propios vecinos, a día de hoy, con el paso de la autovía, fue reformada y asfaltada, con grandes protestas y polémicas vecinales. Varias caleas y caminos, comunicaban con prados y pueblos adyacentes, como la calea la Ciega, que comunica La Llinar con Los Fornos, la calea El Llano que nos lleva a Acebedo, la calea Las Campas, que sube a la Sierra pasando por Cal Tico, la calea El Regueiral que va a La Granda, donde estaba la escuela o la calea que nos baja al río y Los Macetes. La gente de La Llinar se servía de varias fuentes, entre ellas podemos destacar, la Fuente la Llinar situada en la entrada del pueblo, construida en 1916, a esta fuente se la construyó años más tarde un lavadero y otro bebedero, antiguamente las mujeres subían a lavar al lavadero de Cal Tico. La gente del pueblo se dedicaba a la agricultura y ganadería, había algún panadero, madreñeru, barbero, tratantes y varios carpinteros. En los años 40 varios vecinos excombatientes en la guerra civil decidieron hacer una fiesta en el prao el Cudion de La Llinar donde había una batiente y jugaban a los bolos, esta fiesta se celebraba a principios de octubre, venia gente de todos los alrededores.

### Rozadas
Cuenta con una población de 53 habitantes, orientado al sur, dominando la confluencia de los regueros de la Gruoba y río Pato, a 200-240 metros de altitud. Limita al norte con Prahua, al este con Llavayos, al sur con La Barraca y al oeste con San Juan y Acebedo. Dista de la capital a 4,1 kilómetros. Cuenta con los barrios y casas del Rosal, El Molin, la Quintana, Ca´l Toledu, El Batán, La Campillina, Ca Pachu, Ca Aureliu, Ca José Marcela, Ca Félix, Ca Lisardu y Ca Chiquote. Cuenta con doce hórreos y cinco paneras. Al sur se encuentra la Fuente Santiago, situada en el camino jacobeo, para saciar la sed a todo peregrino que pase por allí. También hay un lavadero llamado de la Fuente l Ciegu. Existieron unas minas de caolín, de las que hoy quedan restos, fueron muy poco explotadas, también había una importante bolera, donde venían jugadores de todos los pueblos limítrofes. En aquellos tiempos celebraban la fiesta La Fresa.

### San Juan
Cuenta con una población de 44 habitantes, situado en un rellano de media ladera, orientado al sur, a una altitud de 220 metros, su población es de .Limita al norte, con el pico la Forca al este con Rozadas, al oeste con La sierra y La Llinar y al sur con La Llamiella y Acebeu. En pueblo se encuentra la Iglesia parroquial, El Cementerio y El Albergue (antigua escuela). En el pueblo destacan varios barrios, entre ellos está La Reguera; Cal Ferreiru, Ca Alvarín y Ca Pedru. El Campo; Ca Arnibes, Ca Manximo y Ca Rosario. El Pueblo; Ca Pololo, La Fonti, Ca Dolores la de Genaro. La Fuente; Ca Varista, Ca Gloria El Muñeco y Ca Primo. La Braña; Ca La Lula, El Valle; Ca José Pedro y más abajo El Caxon. En el pueblo de San Juan hay ocho hórreos y tres  paneras, varias caleas suben al Picu La Forca y la Sierra comunicando a esta con Cabruñana y El Fresno mientras que otra baja a la Llamiella y Rozadas. En el campo destaca una fuente de piedra, de frente arquitectónico, cuyo cuerpo cuadrangular está enmarcado por una moldura y rematado por un sencillo frontón triangular. La fuente presenta fábrica de sillería bien escuadrada y dispone de un único caño y un pequeño pilón pétreo, que abastecía a todo el pueblo, fuente con historia, en la que saciaron su sed, todo aquel peregrino que cruzaba la ruta jacobea. Al oeste del pueblo en el núcleo llamado El Valle, se encuentra la necrópolis tumular, conjunto formado por tres estructuras, hoy parcialmente arrasada. Al norte se sitúa el Picu La Forca de 409 metros de altitud, abriga del norte a este pueblo. La iglesia fue antiguo monasterio y albergue de peregrinos de los Caballeros de Malta, en el Camino de Santiago, en ella podemos destacar la Talla de la Virgen de Loreto (siglo XVII) de buen movimiento y expresivos ojos. La escuela centro de aprendizaje para niños de San Juan, Rozadas y La Llamiella, hoy convertida en Albergue, da alojo a todo peregrino, que por allí pasa. En el Campo de la Iglesia, el último domingo de agosto, se celebra la tradicional fiesta, con acto religioso, misa y procesión; la romería fue trasladada a un prado de la Venta del Cuerno. Allá por los años 50 el 24 de junio se celebraba la fiesta de San Antonio, gaita, procesión y voladores, una fiesta muy importante algunos apuntes llegan a referirse a San Juan como la parroquia de San Antonio. En el año 1951 se rodó en San Juan parte de la película Bajo el cielo de Asturias, dirigida por Gonzalo Delgrás y en la que varios vecinos participaron como extras.

## Iglesia Parroquial
Este templo parroquial es de planta de cruz latina, con ábside cuadrado. Lo más interesante es una talla mariana bajo la advocación de la Virgen de Loreto realizada en el siglo XVII. La antigüedad de la iglesia ha provocado gran número de reformas; sin embargo esta aún conserva el recuerdo de la Orden de Malta o Caballeros Hospitalarios de San Juan de Jerusalén, que tuvo su origen en el hospital fundado por los comerciantes de Amalfi (Salerno-Italia) en 1048, adquiriendo rápidamente carácter religioso y militar. Tras la pérdida de la isla de Rodas (año 1522), que habían estado regentando, se establecieron en Malta, pasando a llamarse Orden de Malta.
Los miembros de la orden estaban divididos en clérigos (distinguibles al portar una cruz blanca de ocho puntas) y caballeros. Los clérigos tomaron a su cargo la atención sanitaria y los caballeros, la lucha contra los musulmanes. Esta Orden incrementó sus poderes y propiedades al recibir parte de los bienes de la disuelta Orden del Temple. Poco a poco trocaron su actividad militar por la honorífica y fueron paulatinamente desapareciendo de la zona. 
Los Sanjuanistas españoles tuvieron hospitales de peregrinos a lo largo del Camino de Santiago. En Asturias se han documentado el de Siero, y el de San Juan de Villapañada o Leñapañada, (XIII - XIV). El curato hospitalario funcionó hasta mediados del pasado siglo. Un vicario era el encargado del culto y la administración de las rentas de la Orden.

## Albergue

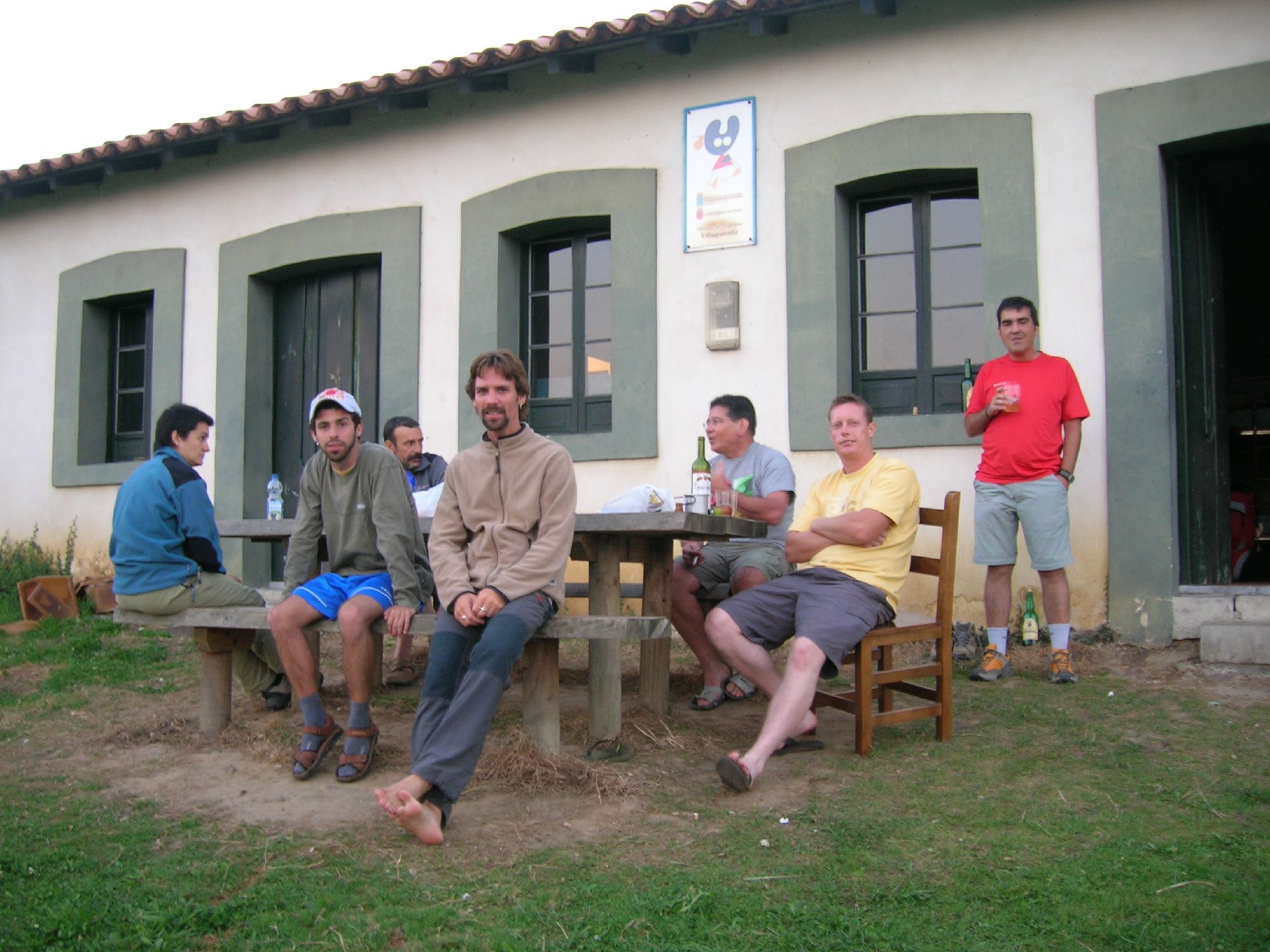
Fachada del albergue con un grupo de peregrinos descansando

Junto a la Iglesia de San Juan de Villapañada, se encuentra el Albergue, propiedad del ayuntamiento. Afincado en la antigua escuela parroquial, desde su apertura se encargó de su gestión el vecino de enfrente: Poldo (hasta su muerte hace unos años). Actualmente de su dirección se ocupa Domingo, que sube a media tarde, para informar con todo detalle a los peregrinos que lo deseen, sobre todo lo referente al Camino Primitivo, siendo un hombre muy hospitalario y muy conocedor de todo lo relacionado con la ruta jacobea. 
Tiene una capacidad de 22 plazas. El local está distribuido en cuatro estancias; un dormitorio común donde se encuentran las literas, el baño, una sala y un salón comedor-cocina de uso libre, una máquina de autoservicio (con ensaladas, bebidas, tabletas de chocolate, etc.), frigorífico con un buen surtido de productos a disposición del peregrino, lavadora y secadora de pago, dos duchas con agua caliente, dos inodoros, botiquín y una terraza en el exterior con dos mesas donde observar las vistas del concejo. El albergue está abierto todo el año y el único requisito para usarlo, es ser peregrino con credencial, a partir del 1 de enero de 2012 su coste es de 5 euros por persona.

## Fiestas
Desde hace muchos años las fiestas del pueblo se celebran el último fin de semana de agosto, tres días festivos donde el domingo se hace un acto religioso en la iglesia parroquial con procesión.
La famosa feria de Santiago tenía lugar en esta parroquia, y en la ya derruida capilla del Apóstol tenía lugar la misa del día, colectándose para el Santo buena cantidad de limosnas entre los feriantes. Puede decirse que la feria comenzaba en Grado, porque en todo el trayecto, desde esta villa hasta San Juan, había concurrencia y puestos de venta, satisfaciéndose las alcabalas en las jurisdicciones respectivas. La romería de Santa Ana se celebraba igualmente en tierras de San Juan.
Feria y romería se trasladaron a Grado (la capital del concejo) en 1852.

## El Bron
Es una jerga dialectal, empleada por los caldereros o "xagós" artesanos. La localización de Villapañada en el Camino de Santiago supuso el paso de peregrinos y de caminantes, personas que se dirigían hacia Galicia, como eran los Caldereros de Miranda, que si bien muchos escogían la ruta de la costa, otros lo hacían por esta ruta interior, utilizando estos como posada un lugar cercano al Monasterio y albergue, conocido como Venta del Cuerno. Hay que decir, que San Juan no sólo fue lugar de paso para los caldereros de Miranda, sino que alguno echó raíces en estas tierras, como así queda reflejado en los asientos parroquiales. La llegada de la Revolución Industrial supuso su desaparición como artesanos.
Se recogen de textos del muy benemérito Sr. Ciriaco Vigil la siguiente descripción del bron:

Hablan el bron (que se supone céltico), jerga gitana importada en los primeros tiempos por varias familias de caldereros, y que emplean solamente, según se cuenta, el fraguar alguna trampa para que no les entiendan. Su modo de ser les hace realmente distinguirse un poco de los demás habitantes del Concejo, acusando su procedencia de gente aventurera o extraña; pero no descienden de los judíos, como asegura el vulgo, siendo lo cierto que la generalidad procede en todo honradamente, y sus defectos tienden a exagerarse.

Es necesario en este punto hacer referencia a la inconmensurable labor realizada por José Manuel Feito, párroco de Miranda (Avilés), quien a lo largo de los años, se preocupó de recopilar datos sobre este tema y de mostrárnoslos en diferentes publicaciones, siendo su última obra, ayudado por los alumnos del Seminario del Bron: "Los Caldereros de Miranda" 
El bron fue introducido en San Juan de Villapañada por los caldereros, pero también se fue extendiendo su uso a otras gentes no relacionadas con el oficio, de hecho hoy en día en muchas casas del pueblo se recuerdan palabras del bron y el motivo puede ser la necesidad de comunicarse entre ellos para salvarse de los posibles abusos del Comendador.
Hacemos constante mención a estos libros parroquiales, fuente de datos y curiosidades y hemos de recordar aquí la figura de D. Lisardo Súarez Fdez., párroco de San Juan, fallecido en el año 2000 y que atesoraba estos libros como auténticas reliquias, muchos de los cuales recuperó, pues estaban escondidos en las dependencias de la Casa Rectoral para que no fuesen quemados en la época de la Guerra Civil.
Data el más antiguo del año 1630 y hoy están recogidos en el Archivo Diocesano de Oviedo.
Las familias locales (Alu, Férnández...) conservan documentos de ventas, testamentos, etc. de sus antepasados en los que aparecen estos apellidos, y en estos documentos se hace referencia a objetos de cobre relacionados evidentemente con los caldereros. Además de existir muchos libros parroquiales, fuente de datos gracias a la figura de D. Lisardo Súarez Fdez., párroco de San Juan, fallecido en el año 2000 y que atesoraba estos libros como auténticas reliquias, muchos de los cuales recuperó, pues estaban escondidos en las dependencias de la Casa Rectoral para que no fuesen quemados en la época de la Guerra Civil.
Cuando el oficio de calderero se fue extinguiendo con la llegada de la Revolución Industrial fueron los tratantes de ganado, los que en este lugar de San Juan de Villapañada, continuaron hablando el bron, empleando esta jerga para realizar sus tratos y negocios al igual que en su día lo hicieron los caldereros. Tras el traslado de las ferias el bron se desintegró casi completamente.
Hoy ya nadie sabe bron en San Juan; tan sólo algunas personas mayores recuerdan algunas palabras, muchas de ellas ya recogidas en el diccionario de D. José Manuel Feito. Estas son algunas de las palabras propias de San Juan de Villapañada:
| Castellano                    | Bron        |
| ----------------------------- | ----------- |
| As (baraja)                   | Xilu        |
| Bigote                        | Moscardo    |
| Bueno / Guapo                 | Xiro        |
| Burro                         | Caneante    |
| Cama                          | Piltra      |
| Cerdo                         | Gruño       |
| Ciego / Nada                  | Borle       |
| Comer                         | Suquir      |
| Copas (baraja)                | Chusmosas   |
| Cura                          | Rasante     |
| Dos (baraja)                  | Duque       |
| Echar (alguien de un sitio)   | Focar       |
| Enferma                       | Gacha       |
| Entender                      | Entrevar    |
| Escapar                       | Guaciar     |
| Escopeta                      | Cañahueca   |
| Hablar                        | Garliar     |
| Ladrón                        | Yatre       |
| Madreñas                      | Zuocas      |
| Masticar                      | Rucar       |
| Mirar                         | Astimar     |
| Muleta                        | Gallarda    |
| Navaja                        | Chesgueira  |
| Narices                       | Muquilleras |
| Ojos                          | Clisante    |
| Oitu                          | Pan         |
| Paisano /Señor                | Gorri       |
| Partir                        | Estofar     |
| Piernas                       | Caneantas   |
| Pitillo                       | Garrafu     |
| Prostituta                    | Buxa        |
| Ser/Estar/Tener               | Trovar      |
| Sota (baraja)                 | Zoña        |
| Tocino                        | Galufo      |
| Tonto (de poco entendimiento) | Mosendo     |
| Vaca                          | Cornanta    |
| Ver / Mirar / Escapar         | Guipar      |

Una de la pocas obras conservadas en bron es el siguiente villancico:
| Castellano | Bron |
| --- | --- |
| "Casa del pueblo de los caldereros junto a la Iglesia que hay allí, cantaban los caldereros, trabajadores en el hierro. Resonar de las madreñas canta un carro, lloraba la tarde agua fría (nieve). A cantarte una nana, niño pequeno, de Miranda llegaron los caldereros". | "Coime del garo de los xagós junto a la Utana que abuñe allí arronquexaban los xagoteros machilladores en el duril. Trompisar de las zuocas rance un rodante plorexaba la turdia llágrima frache. A rancerte una nana mutil chipeno de Miranda trobaron los xagoteros". |